# Afrikansk hiphop

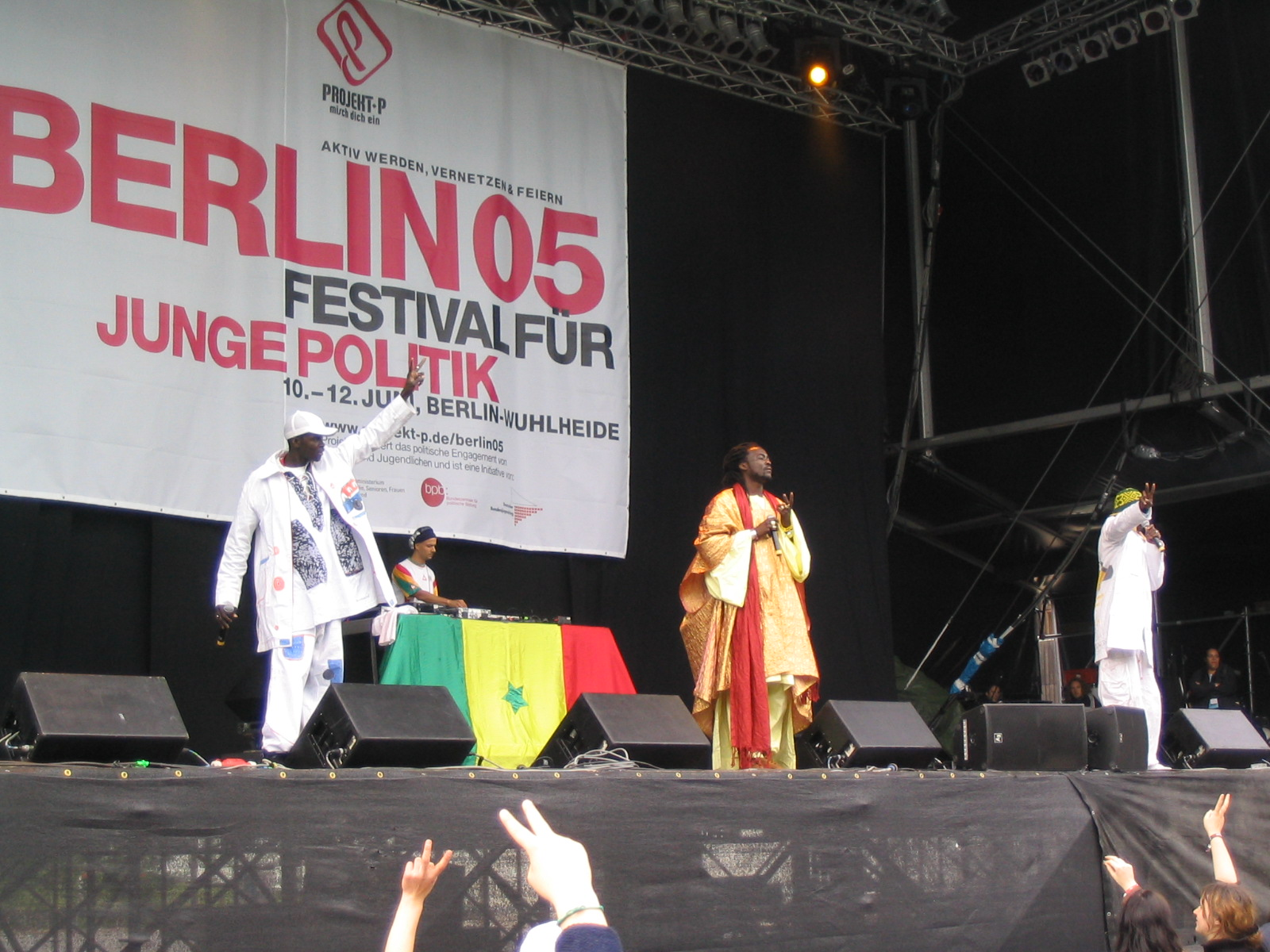
Daara J i Berlin

Afrikansk hiphop har varit populärt i Afrika sedan början av 1980-talet då hiphopinfluenser kom till kontinenten från USA.
En av de första hiphopgrupperna från Afrika var Black Noise, en grupp från Kapstaden i Sydafrika. De började som ett graffiti och breakdance-team men började rappa 1989. Sydafrikas regering förbjöd först hiphopen men lagen ändrades år 1993 och nu är hiphop helt legalt. Hiphopen spred senare över hela Afrika, bland annat till Tanzania och Senegal.